# 澳洲參珠螺
澳洲參珠螺（学名：Notosinister tinnotabilis）为左錐螺科參珠螺屬下的一个种。